# Apple Arcade
Apple Arcade（アップル アーケード）はAppleが提供するコンピューターゲームのサブスクリプションサービス。iOSでは2019年9月20日に、macOSでは10月7日に開始（いずれも日本時間）。
2019年3月25日開催のApple Special Eventで発表された。
サービス開始時は月額料金600円で提供されたが、2023年10月に900円に値上げされた。

## 機能
以下の機能が含まれる:
- プレイヤーは同じiCloudアカウントにリンクしているiPhone、iPad、Macintosh、Apple TVでゲーム内ステータスを継続できる。
- Apple Arcadeで配信されているゲームには広告やアプリ内課金が無い。
- いつでもどこでもオフラインでプレイできる。マルチプレイヤーのゲームはシングルプレイのみ。
- ファミリーシェアリング機能で、iCloudのアカウントごとに家族6人までApple Arcadeにアクセスできる。
- プレイヤーのプライバシー・セキュリティは保護される。

## サービス開始時の主な日本配信ソフト
出典：
| タイトル                        | 発売元                             |
| ------------------------------- | ---------------------------------- |
| 弾丸ベースボール                | ゲームロフト                       |
| チューチューロケット!ユニバース | セガ                               |
| Exit the Gungeon                | Devolver Digital                   |
| Overland                        | Finji                              |
| パックマンパーティロワイヤル    | バンダイナムコエンターテインメント |
| Projection: First Light         | Blowfish Studios                   |
| レイマンミニ                    | ユービーアイソフト                 |
| シャンティと7人のセイレーン     | WayForward Technologies            |
| 忍び足のサスクワッチ            | Rac7 Games                         |
| アンリーシュ・ザ・ライト        | カートゥーン ネットワーク          |
| Super Impossible Road           | Rogue Games                        |
| The Bradwell Conspiracy         | Bossa Studios                      |
| The Enchanted World             | Noodlecake Studios                 |
| VARIOUS DAYLIFE                 | スクウェア・エニックス             |
| Frogger in Toy Town             | コナミ                             |
| 深世海 Into the Depths          | カプコン                           |
| オーシャンホーン2:亡国の騎士    | Cornfox & Bros                     |
| Skate City                      | Snowman                            |
| Spek.                           | Rac7 Games                         |

## 配信終了ゲームについて
配信していたゲームが終了した場合、配信終了前にゲームをダウンロードしていればその後少なくとも 2 週間はそのゲームをプレイ可能となっている
。 

2022年7月19日頃にApple Arcadeでまもなく配信終了するゲームがあることを初めて告知し 、
2022年8月3日頃には配信を終了した ものの、明確な配信終了日は事前告知されなかった。

## Apple Arcade Game of the Year
Sneaky Sasquatch - Apple Arcade Game of the Year 2020
FANTASIAN - Apple Arcade Game of the Year 2021